# Zaroślówka
Zaroślówka, trzciniak zaroślowy (Acrocephalus dumetorum) – gatunek małego ptaka z rodziny trzciniaków (Acrocephalidae), wcześniej zaliczany do pokrzewkowatych (Sylviidae). Monotypowy. Nie jest zagrożony.

## Występowanie
Zaroślówki są wędrowne. Gniazdują we wschodniej Europie (głównie południowa Finlandia, kraje bałtyckie, Białoruś) na wschód po centralną Rosję (okolice górnego biegu rzeki Leny i południowo-wschodni Ałtaj) i dalej na południe po północny Afganistan. Migrują na zimowiska w południowo-wschodnim subkontynencie indyjskim i w Mjanmie.
Jest to gatunek w ekspansji, poszerzający swój zasięg występowania w kierunku zachodnim. Przykładowo, w Finlandii pojawił się dopiero w latach 30. XX wieku. Ukrainę, Białoruś i kraje bałtyckie zaroślówki skolonizowały w latach 40–60. XX wieku. Na Słowacji po raz pierwszy stwierdzono tego ptaka w 2003, na Węgrzech i w Czechach w 2014.
W Polsce stwierdzenia odnotowano po raz pierwszy w 1967 i 1977. Obecnie odnotowywana już corocznie, obserwuje się głównie śpiewające samce i ptaki złapane podczas obrączkowania. W latach 1967–2014 zaroślówkę stwierdzono około 200 razy. Zaroślówki obserwowane są głównie w północnej i północno-wschodniej części kraju, ale pojedyncze obserwacje miały miejsce między innymi w Wielkopolsce, na Ziemi Łódzkiej, Mazowszu, Lubelszczyźnie i na Podkarpaciu. W 2014 pierwszy raz stwierdzono tego ptaka na Śląsku. 16 lipca 2011 w Wasilkowie koło Białegostoku odkryto pierwszy w Polsce pewny lęg. Kolejne dwa lęgi stwierdzono w 2021 w woj. podlaskim i warmińsko-mazurskim.

## Morfologia i rozpoznawanie
Zaroślówka osiąga długość ciała około 13 cm i masę ciała 8–16 g. Z wyglądu bardzo przypomina trzcinniczka (A. scirpaceus) i łozówkę (A. palustris). Odróżnić ją można po dłuższej brwi, sięgającej za oko, krótkiej projekcji lotek, i po śpiewie – wolniejszym od głosu łozówki, składającym się z różnorodnych, powtarzanych fraz.

## Ekologia i zachowanie
Zaroślówki gnieżdżą się na różnego typu terenach otwartych, w dolinach rzek, również i lasach liściastych. Często obserwuje się te ptaki na porośniętych wierzbą szarą (łozą; Salix cinerea), na obrzeżach łęgów, a niekiedy i śródpolnych zakrzewieniach. W Indiach na zimowiskach przebywają w różnorodnych środowiskach, od suchych lasów po podmokłe obszary z pojedynczymi krzewami. Żywią się głównie owadami.

### Lęgi
Przeważnie zaroślówki łączą się w pary, aczkolwiek odnotowywano przypadki poligamii. Ptaki badane w południowo-wschodniej Finlandii przylatywały na obszary lęgowe pod koniec maja lub na początku czerwca; zwykle samce przybywały kilka dni przed samicami. Łączyły się one w pary lub w poligyniczne grupy: samiec+2 samice, samiec+3 samice, a w jednym przypadku w mieszaną międzygatunkowo grupę: samiec zaroślówki + samica zaroślówki i samica łozówki (A. palustris). Samce ustalały wówczas więcej niż 1 terytorium; u monogamicznych samców ma ono średnicę 15–30 m. Zniesienia liczyły 5–6 jaj. Okres inkubacji trwał 12–13 dni, pisklęta przebywały w gnieździe 9–11 dni.

## Status i ochrona
IUCN uznaje zaroślówkę za gatunek najmniejszej troski (LC, Least Concern) nieprzerwanie od 1988 roku (stan w 2021). Liczebność światowej populacji, obliczona w oparciu o dane organizacji BirdLife International dla Europy z 2015 roku, mieści się w przedziale 20–50 milionów dorosłych osobników. BirdLife International uznaje trend populacji za wzrostowy ze względu na postępującą ekspansję ptaków tego gatunku.
Na terenie Polski gatunek ten jest objęty ścisłą ochroną gatunkową.